# Pouteria amygdalina
Pouteria amygdalina é um espécie de planta na família Sapotaceae. É encontrada em Belize e na Guatemala.